# Liste der Kreisstraßen in Dessau-Roßlau
Die Liste der Kreisstraßen in Dessau-Roßlau ist eine Auflistung der Kreisstraßen in der kreisfreien Stadt Dessau-Roßlau, Sachsen-Anhalt. Die Gesamtlänge aller Kreisstraßen betrug am 1. Januar 2012 insgesamt 32 km.

## Abkürzungen
- K: Kreisstraße
- L: Landesstraße

## Liste
Die Kreisstraßen werden landesweit durchnummeriert und behalten die ihnen zugewiesene Nummer bei einem Wechsel in einen anderen Landkreis oder in eine kreisfreie Stadt innerhalb von Sachsen-Anhalt. Nicht vorhandene bzw. nicht nachgewiesene Kreisstraßen werden in Kursivdruck gekennzeichnet, ebenso Straßen und Straßenabschnitte, die unabhängig vom Grund (Herabstufung zu einer Gemeindestraße oder Höherstufung) keine Kreisstraßen mehr sind.
| Nr.    | Verlauf |
| ------ | --- |
| K 1255 | (K 1255 im Landkreis Anhalt-Bitterfeld) – Stadtgrenze – Nathoer Dorfstraße – Alte Dorfstraße – Roßlauer Straße – Streetzer Weg – Burgwallstraße – Dessauer Straße – |
| K 1776 | (K 1776 im Landkreis Anhalt-Bitterfeld) – Stadtgrenze – Steutzer Landstraße – Rodlebener Straße – Hauptstraße – Roßlauer Straße –                                   |
| K 2002 | (K 2002 im Landkreis Wittenberg) – Stadtgrenze – Lukoer Straße – Berliner Straße – L 120                                                                            |
| K 2050 | – Kreuzbergstraße – Stadtweg – Möster Straße – Stadtgrenze – (K 2050 im Landkreis Anhalt-Bitterfeld)                                                                |
| K 2860 | L 135 – Dorfstraße |